# Trenchia wolffi
Trenchia wolffi is een slakkensoort uit de familie van de Skeneidae. De wetenschappelijke naam van de soort is voor het eerst geldig gepubliceerd in 1964 door Knudsen.